# 1657 en littérature
| Années de la littérature : 1654 - 1655 - 1656 - 1657 - 1658 - 1659 - 1660    |
| Décennies de la littérature : 1620 - 1630 - 1640 - 1650 - 1660 - 1670 - 1680 |

Cet article présente les faits marquants de l'année 1657 en littérature.

## Événements
- 6 septembre : mise à l’Index des Provinciales de Pascal[1].

- Madame de La Fayette revient à Paris à la fin de l'année. Elle et se lie d'amitié avec Madame de Sévigné[2].
- Début de la compilation officielle par les lettrés de l'École de Mito  sous la direction de Tokugawa Mitsukuni de la Grande Histoire du Japon (Dai Nihonshi), rédigée en chinois classique jusqu’en 1906[3]. Les premiers volumes paraissent en 1715[4].
- Vers 1657-1658 : Pascal rédige De l’esprit géométrique et de l’art de persuader[5].

## Parutions

### Ouvrages didactiques
- 28 avril : achevé d’imprimer de l’ouvrage de Claude Lancelot et Isaac Lemaistre de Sacy, Le Jardin des racines grecques : mises en vers françois, Paris, Pierre Le Petit, 1657 (présentation en ligne) (privilège du roi accordé le 20 février 1657).
- 26 juillet : achevé d’imprimer de l'édition posthume de l'ouvrage de Jean-Louis Guez de Balzac, Les entretiens de feu Monsieur de Balzac, Paris, Augustin Courbé, 1657 (présentation en ligne)[6].
- Fin juillet : parution chez Daniel Elzevier à Amsterdam de la première édition complète in-12 des Provinciales de Pascal[7].
- Décembre : l’Apologie pour les casuistes contre les calomnies des jansénistes, ouvrage anonyme attribué au père jésuite Georges Pirot, qui attaque violemment les Provinciales[1].

- Opera didactica omnia (« Œuvres didactiques complètes »), l'édition intégrale en trois volumes des œuvres en latin de Comenius est imprimé à Amsterdam[8].
- Michel Le Faucheur, Traitté de l’action de l'orateur : ou de la prononciation et du geste, Paris, Augustin Courbé, 1657 (présentation en ligne), premier ouvrage en français exclusivement consacré aux techniques de l’actio rhétorique, publié à titre posthume par Valentin Conrart[9].

- Djirdjīs al-Makīn, L'Histoire mahométane : ou Les quarante-neuf chalifes du Macine, Paris, Remy Souvret, 1657 (présentation en ligne), traduction française par Pierre Vattier de Al-Majmu' al-Mubarak (la Collection bénie), une chronique universelle de Georges Elmacin.
- Biblia Polyglotta édité à Londres par Brian Walton,  évêque de Chester[10].

### Fictions
- 15 février : publication de la troisième partie de Clélie, histoire romaine par Madeleine de Scudéry. Elle y peint le portrait de Madame de Sévigné sous le nom de Clarinthe[11].

- 6 avril : achevé d’imprimer du poème de Jean Desmarets de Saint-Sorlin, Clovis ou la France chrestienne : poème héroïque, Paris, Henri le Gras, Augustin Courbé, Jacques Roger, 1657 (présentation en ligne).

- 20 septembre : achevé d’imprimer de la seconde partie de l’ouvrage de Paul Scarron, Le Romant comique, vol. 2, Paris, Guillaume de Luynes, 1657 (présentation en ligne)[12].

- Baltasar Gracián, El Criticón : tercera parte en el invierno de la vejez, Madrid, Pablo de Val, 1657 (présentation en ligne), troisième partie du roman allégorique.
- Cyrano de Bergerac, Histoire comique des États et Empires de la Lune, Paris, Charles de Sercy, 1657 (présentation en ligne), publication posthume par Henry Le Bret.

- Charles Cotin, Poësies chrestiennes de l'abbé Cotin, Paris, Pierre Le Petit, 1657, réédité en 1668 (présentation en ligne).

- Kirchhofsgedanken (« Les Pensées de cimetière ») poésies d'Andreas Gryphius[13].
- Première parution des deux recueils de poèmes d'Angelus Silesius, le poète et théologien mystique allemand : — Geistreiche Sinn-und-Schlussreime (Épigrammes et maximes spirituelles), réédité augmenté en 1675, sous le titre qui l'a rendu célèbre : Cherubinischer Wandersmann (Le Voyageur chérubinique). — Heilige seelen-lust  (« La Sainte Joie de l'âme », recueil de Lieder et d'hymnes religieux, réédition augmentée en 1668)[14].

## Naissances
- 11 février : Bernard Le Bouyer de Fontenelle
- Suzon de Terson, poétesse française.